# شناخت اجتماعی
شناخت اجتماعی (به انگلیسی: Social cognition)، زیرمجموعه‌ای از شاخه‌های مختلف روان‌شناسی است که بر چگونگی پردازش، ذخیره و به‌کارگیری اطلاعات در مورد افراد دیگر و موقعیت‌های اجتماعی تمرکز دارد. بر نقشی که فرآیندهای شناختی در برهم‌کنش‌های اجتماعی ایفا می‌کنند تمرکز دارد.
اصطلاح شناخت اجتماعی در چندین حوزه روان‌شناسی و علوم اعصاب شناختی به کار رفته‌است، که اغلب به توانایی‌های اجتماعی مختلف مختل شده در اوتیسم، اسکیزوفرنی و روان‌پریشی اشاره دارد. در علوم اعصاب شناختی، اساس بیولوژیکی شناخت اجتماعی بررسی می‌شود. روان‌شناسان رشد، توانایی‌های شناخت اجتماعی را مطالعه می‌کنند.